# Wilhelm Gustav Friedrich Bentinck

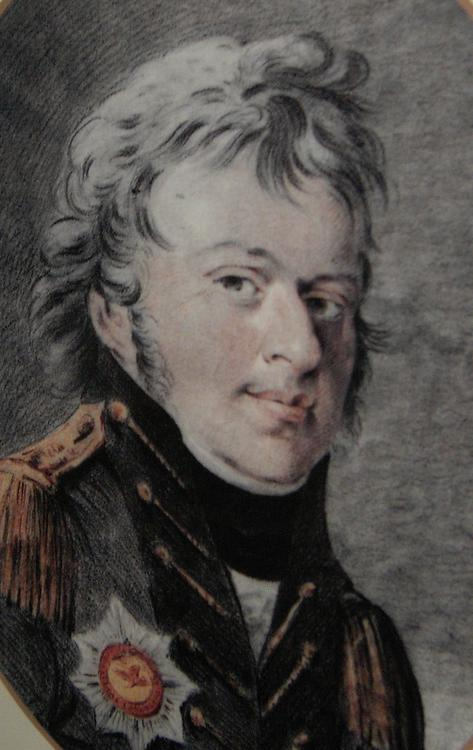
Wilhelm Gustav Friedrich Bentinck

Wilhelm Gustav Friedrich Reichsgraf (von) Bentinck (ndl. Willem Gustaaf Frederik rijksgraaf Bentinck) (* 21. Juli 1762 in Den Haag; † 22. Oktober 1835 in Varel) war Erb- und Landesherr der Herrschaft Kniphausen, Edler Herr zu Varel und Herr zu Doorwerth, Rhoon und Pendrecht. Er war als Angehöriger der Nebenlinie Aldenburg-Bentinck ein Nachkomme des niederländisch-englischen Adelsgeschlechts Bentinck.

## Leben

### Herkunft und frühe Jahre
Wilhelm Gustav Friedrich Bentinck war der älteste Sohn des Grafen Christian Friedrich Anton Bentinck (1734–1768) und der Marie Catharine geb. Freiin von Tuyll, einer niederländischen Adeligen. Sein Großvater Wilhelm Bentinck war durch Heirat in den Besitz der zuvor Aldenburgschen Besitzungen Kniphausen und Varel gekommen. Nach dem frühen Tod seines Vaters kam Bentinck in den landesherrschaftlichen Besitz dieser großen Güter, die bis zu seiner Volljährigkeit 1787 vormundschaftlich durch seine verwitwete Mutter und die Freiherren Diedrich von Tuyll und Rudolf von Bentinck verwaltet wurden. Seine Erziehung, die der Schweizer nachmalige Legationsrat Thomann leitete, wurde durch mehrjährige Studien an den Universitäten in Leiden, Lausanne und Göttingen sowie durch größere Reisen in Deutschland, Frankreich und England vollendet.

### In den Niederlanden
Seine politische Laufbahn war nicht ohne Glanz und nahm ihren Anfang in den Niederlanden. Bereits in jungem Alter wurde er in Holland als einer der Edlen der holländischen Ritterschaft Mitglied der Admiralität sowie Schout und Bailli der Stadt Den Haag. Außerdem führte er die Oberaufsicht über die Polizei. Als in 1786 Wilhelm V. als Kapitän-General und Erbstatthalter durch die von Frankreich unterstützte politische Bewegung der Patriotten abgesetzt worden war, unterstützte er als Anhänger des Hauses Oranien weiterhin ihre Partei der Orangisten. Die Ordnung wurde durch den Preußischen Einmarsch in Holland 1787, der durch die Frau Wilhelms V., der preußischen Prinzessin Wilhelmine, Schwester des preußischen Königs Friedrich Wilhelm II., veranlasst worden war, wiederhergestellt. Für Bentincks Karriere war dies förderlich und so erhielt er hiernach 1788 den Auftrag, die alten Regierungen in den Städten der Provinz Holland wieder einzusetzen. Im Krieg der Franzosen gegen Holland befehligte er dann eine Flottille, welche zum Entsatz der Festung Willemstad dienen sollte, und vermittelte im Januar 1795 die Flucht Wilhelms V. von Holland mit seiner Familie nach England, kurz bevor General Jean-Charles Pichegru mit der französischen Nordarmee Holland besetzte. Bentick selbst blieb in Holland, um die Oranier hier weiter zu unterstützen. Er wurde jedoch von der französischen Kriegspartei gefangen genommen und fast vier Jahre lang auf der Festung Woerden in Haft gehalten, bis er Ende des Jahres 1798 seine Freiheit erhielt.

### In den Koalitionskriegen
1799 kehrte er nach Varel zurück, blieb dort allerdings nur wenige Monate und ging anschließend nach Berlin, um dort mit dem dorthin geflohenen Niederländischen Erbprinzen Wilhelm Friedrich Absprachen zu treffen. Zusammen mit Wilhelm I. begab er sich dann nach England, um an der Britisch-Russischen Invasion in Holland im Zuge des Zweiten Koalitionskriegs teilzunehmen. Obwohl die niederländische Flotte durch einen Aufstand der orangistischen Matrosen in britische Hände fiel, verfehlte die Expedition ihren Zweck. Der Duke of York als alliierter Oberbefehlshaber musste in der Konvention von Alkmaar einen Waffenstillstand unterzeichnen und das Land bis zum 19. November räumen. Bentinck ging daraufhin nach Varel zurück und unternahm Reisen zu den befreundeten Höfen von Sachsen-Coburg und Sachsen-Meiningen, wo er zugleich mit der Familie Donop zusammentraf, vermutlich Nachfahren eines illegitimen Sohnes von Bentincks Urgroßmutter Charlotte Sophie. Mit ihnen verhandelte Bentinck erfolglos über die Übergabe von in deren Besitz befindlichen Bentickschen Familienpapieren.
1806 unternahm er eine Reise nach St. Petersburg, um Reklamationen gegen einen zum Nachteil des Fideikommisses mit Anhalt-Zerbst geschlossenen Vergleich zu erheben. Das Jeverland war 1797 durch seinen Status als Kunkellehen bei der Zerbster Teilung an die nächstfolgende Erbin, die russische Zarin Katharina II., eine Schwester des letzten Zerbster Fürsten, gefallen. Bentinck erreichte in allerdings lediglich eine lebenslange jährliche Zahlung von 5000 Rubel Banko und erhielt das Großkreuz des St. Annen-Ordens.
1804 bis 1807 war Kniphausen als neutral eingestuft, was unter französischer und englischer Duldung eine kurze Zeit in großen Stil Handel und Schmuggel erlaubte, von dem auch Bentinck stark profitierte.
Am 1. November 1806 wurden Varel und Kniphausen für Louis Bonaparte, König von Holland, in Besitz genommen, jedoch bereits Anfang 1807 wieder mit voller Souveränität zurückgegeben. Bentinck wurde der Unionsorden verliehen, an dessen Stelle Napoléon I. später den französischen, für die mit Frankreich vereinigten Länder gestifteten Reunions-Orden setzte.
Durch Napoleons Machtanspruch wurde Kniphausen im Vertrag zu Fontainebleau am 11. November 1807 dann endgültig mediatisiert und am 30. Januar 1808 wiederum der Souveränität des Königreichs Holland unterworfen. Durch das organische Senatskonsult vom 10. Juli 1810 kam Kniphausen dann unter die Oberherrschaft des Kaiserreichs Frankreich und wurde mit der Herrschaft Jever zu einem Arrondissement vereinigt. Es zählte zum Département Ems-Oriental. Bentinck behielt lediglich sein Eigentumsrecht.
Varel war 1808, als der Herzog von Oldenburg dem Rheinbund beitrat, wieder unter dessen Oberbefehl gestellt, kam aber am 13. Dezember 1810 zusammen mit Oldenburg ebenfalls unter französische Botmäßigkeit. Um in Varel bleiben zu können, ließ Bentinck sich dort zum Maire ernennen. Da durch die französischen Gesetze das Aldenburg-Bentincksche Familienfideikommiss aufgehoben war, plante Bentinck ein nach französischem Recht gültiges Majorat zu stiften, was bei längerer Dauer der französischen Herrschaft wohl auch gelungen wäre.
Als die Vorherrschaft Frankreichs im Frühjahr 1813 zu wanken begann, wollte Bentinck durch eine Proklamation vom 20. März seine alte Herrschaft nicht nur wieder aufrichten, sondern sie auch bis zu ihren früheren Grenzen ausdehnen. Außerdem wollte er sich um die Verleihung eines Herzogtitels durch den Kaiser bemühen. Die durch verschiedene Unruhen stark verunsicherte französische Besatzungsmacht wertete dies als Aufruhrversuch und verhaftete den verdächtigen Grafen, als dieser sich in Bremen vor Vandamme rechtfertigen wollte. Bentinck wurde in der Festung Wesel inhaftiert, am 3. Mai 1813 von einem Militärgericht des Landes verwiesen und zur Konfiskation seines gesamten Vermögens verurteilt. Am 14. Juli 1813 verfügte ein Präturdekret die Vollstreckung der Beschlagnahme. Offenbar rettete ihn in dieser Situation nur der Reunions-Orden vor dem Tod. In einem Krankenhaus bei Paris interniert, wurde Bentinck im März 1814 von den Alliierten befreit.

### Späte Jahre
Die Niederlage Napoleons zog für Varel und Kniphausen völlig unerwartete Konsequenzen nach sich. Herzog Peter I. von Oldenburg hielt das französische Verdikt für rechtsgültig und beanspruchte deshalb die Verwaltung des beschlagnahmten Bentinckschen Vermögens sowie das Amt Varel. Die vorher mit Jever verbundene Herrschaft Kniphausen nahm der russische General Ferdinand von Wintzingerode für den Zaren in Besitz, der sie wiederum ebenfalls Peter I., seinem Oldenburger Onkel, zur vorläufigen Verwaltung übergab. Nach langen und mühsamen Verhandlungen gelang es Bentinck dank preußischer und russischer Fürsprache, durch das Berliner Abkommen vom 8. Juni 1825 die Landeshoheit über Kniphausen zurückzuerhalten, wenn auch ohne volle Souveränität. An die Stelle des vormaligen deutschen Kaisers trat nun der Herzog von Oldenburg und an die Stelle des Reichsgerichts das oldenburgische Oberappellationsgericht. Infolge dieses Abkommens wurde Kniphausen am 31. Juli 1826 wieder übergeben.
Für Varel kam erst 1830 eine entsprechende Vereinbarung zustande. Bentinck übernahm dort von Neuem die Verwaltung und die niedere Gerichtsbarkeit. Wenn er auch wieder im Besitz seiner Liegenschaften war, so hatte er – nicht nur wegen der hohen Verschuldung – wenig Freude daran; zudem war 1817 der schönste Teil des Vareler Schlosses durch Brand zerstört worden. Von der glänzenden Hofhaltung, die er zu Anfang seiner Regierung ausgeübt hatte, war infolge der Verarmung des Hauses nicht mehr viel übrig geblieben.
Außer einigen Reisen, darunter eine nach Den Haag, wo er sogar einer früher gemachten Anleihe halber verhaftet und nur durch List befreit wurde, verlebte er die übrige Zeit in Varel, wo er am 22. Oktober 1835 an einem Lungenschlage starb. Er wurde in der Aldenburgisch-Bentinck`schen Familiengruft unter dem Altar in der Vareler Schlosskirche begraben.

## Nachkommen
Bentinck war zweimal verheiratet. 1791 heiratete er Ottoline Friederike Luise von Reede, Frau zu Nederhemert (1773–1799), die ihm zwei Töchter und einen Sohn gebar, der aber schon im März 1813 starb.
Mit dem Machtverlust Bentincks nach der napoleonischen Herrschaft ging auch die „Verbürgerlichung“ des gräflichen Hausstand einher. So heiratete Bentinck am 8. September 1816 Margarethe geb. Gerdes (1776–1856), die Tochter eines Landeigners aus Bockhorn, mit der er vermutlich schon seit August 1800 in Gewissensehe gelebt hatte. Aus dieser Ehe stammten drei Söhne:
- Wilhelm Friedrich Bentinck (1801–1876)
- Gustav Adolf Bentinck (1809–1876) ⚭ Klara Johanna Wilhelmine von Wedel (* 29. April 1835; † 16. Juni 1907), Tochter von Friedrich Wilhelm von Wedel
- Friedrich Anton Bentinck (1812–1886)

Sowohl Bentincks Ehe als auch die Nachfolgeregelung für die Söhne aus dieser Ehe galten als nicht standesgemäß. Daher folgte aus dieser Nachfolge der in der Juristenwelt Aufsehen erregende Bentincksche Erbfolgestreit, dessen erste Fäden bis ins Jahr 1827 reichen, der aber erst nach dem Tode Bentincks 1835 zum Ausbruch kam und schließlich durch Vergleich 1854 geschlichtet wurde, in dem die Familie Bentinck gegen eine Entschädigung auf ihre Rechte verzichtete.

## Weitere Tätigkeit
Bentinck gilt als Gründer des Seebades Dangast, da er um 1795 beschloss, dort ein Seebad nach englischem Vorbild anzulegen.